# Севостьянов Сергій Валерійович
Сергій Валерійович Севостьянов (рос. Сергей Валерьевич Севостьянов; 24 липня 1980, м. Ангарськ, СРСР) — російський хокеїст, центральний нападник. Виступає за «Рубін» (Тюмень) у Вищій хокейній лізі. 
Вихованець хокейної школи «Єрмак» (Ангарськ). Виступав за «Лада-2» (Тольятті), ЦСК ВВС (Самара), «Лада» (Тольятті), «Хімік» (Митищі), «Металург» (Магнітогорськ), «Амур» (Хабаровськ).
Брат: Михайло Севостьянов.
Досягнення
- Срібний призер чемпіонату Росії (2005), бронзовий призер (2003, 2004)
- Чемпіон ВХЛ (2011).